# Olympische Sommerspiele 1964/Kanu – Zweier-Kajak 500 m (Frauen)
Die Wettkämpfe im Zweier-Kajak über 500 Meter bei den Olympischen Sommerspielen 1964 wurde vom 20. bis 22. Oktober auf dem Sagami-ko in der Nähe von Tokio ausgetragen.
Aus zwei Vorläufen erreichten sechs Boote das Finale. Über den Hoffnungslauf wurde das Finale um drei weitere Boote ergänzt. Dort gewann das Duo Roswitha Esser / Annemarie Zimmermann der Gesamtdeutschen Mannschaft.

## Ergebnisse

### Vorläufe
Die jeweils ersten drei Boote qualifizierten sich für die Halbfinals, die restlichen Boote für die Hoffnungsläufe.

#### Lauf 1
| Rang | Athletinnen                           | Nation             | Zeit        |
| ---- | ------------------------------------- | ------------------ | ----------- |
| 1    | Birthe Hansen Annemarie Werner-Hansen | Dänemark           | 1:58,99 min |
| 2    | Francine Fox Glorianne Perrier        | Vereinigte Staaten | 1:59,69 min |
| 3    | Else-Marie Ljungdahl Eva Sisth        | Schweden           | 2:00,16 min |
| 4    | Margaret Buck Lynette Wagg            | Australien         | 2:08,43 min |
| 5    | Hiroko Ōshima Keiko Okamoto           | Japan              | 2:14,53 min |

#### Lauf 2
| Rang | Athletinnen                           | Nation      | Zeit        |
| ---- | ------------------------------------- | ----------- | ----------- |
| 1    | Roswitha Esser Annemarie Zimmermann   | Deutschland | 1:56,66 min |
| 2    | Hilde Lauer Cornelia Sideri           | Rumänien    | 1:57,69 min |
| 3    | Nina Grusinzewa Antonina Seredina     | Sowjetunion | 1:58,81 min |
| 4    | Katalin Benkő Mária Róka              | Ungarn      | 2:02,19 min |
| 5    | Izabella Antonowicz Daniela Walkowiak | Polen       | 2:05,86 min |

### Hoffnungslauf
Die ersten drei Boote des Hoffnungslaufs erreichten das Finale, einzig das Boot der japanischen Gastgeber schied aus.
| Rang | Athletinnen                           | Nation     | Zeit        |
| ---- | ------------------------------------- | ---------- | ----------- |
| 1    | Katalin Benkő Mária Róka              | Ungarn     | 2:06,90 min |
| 2    | Izabella Antonowicz Daniela Walkowiak | Polen      | 2:11,02 min |
| 3    | Margaret Buck Lynette Wagg            | Australien | 2:14,61 min |
| 4    | Hiroko Ōshima Keiko Okamoto           | Japan      | 2:18,39 min |

### Finale
| Rang | Athletinnen                           | Nation             | Zeit        |
| ---- | ------------------------------------- | ------------------ | ----------- |
| 1    | Roswitha Esser Annemarie Zimmermann   | Deutschland        | 1:56,95 min |
| 2    | Francine Fox Glorianne Perrier        | Vereinigte Staaten | 1:59,16 min |
| 3    | Hilde Lauer Cornelia Sideri           | Rumänien           | 2:00,25 min |
| 4    | Nina Grusinzewa Antonina Seredina     | Sowjetunion        | 2:00,69 min |
| 5    | Birthe Hansen Annemarie Werner-Hansen | Dänemark           | 2:00,88 min |
| 6    | Else-Marie Ljungdahl Eva Sisth        | Schweden           | 2:02,24 min |
| 7    | Katalin Benkő Mária Róka              | Ungarn             | 2:03,67 min |
| 8    | Izabella Antonowicz Daniela Walkowiak | Polen              | 2:04,31 min |
| 9    | Margaret Buck Lynette Wagg            | Australien         | 2:10,70 min |